# Nagoum Yamassoum
Nagoum Yamassoum est un homme politique tchadien né en 1954. En 1996, il est le directeur de campagne de Idriss Déby Itno à l’élection présidentielle. Premier ministre du 14 décembre 1999 jusqu'à sa démission le 12 juin 2002, il est ministre des Affaires étrangères et de l'Intégration africaine du gouvernement de Moussa Faki du 24 juin 2003 au 8 août 2005. Il est secrétaire général du Mouvement patriotique du Salut (MPS) avant d'être nommé président du Conseil constitutionnel. En décembre 2017, il prend la présidence de la Commission de surveillance des marchés financiers d’Afrique centrale (Cosumaf).